# علم الريافة
علم الريافة هو معرفة استنباط الماء من الأرض بواسطة بعض الأمارات الدالة على وجوده. فيعرف بعده وقربه بشم التراب أو برائحة النباتات فيه أو بحركة حيوان مخصوص وجد فيه فلا بد لصاحبه من حس كامل وتخيل قوي شامل. ونفع هذا العلم بين. وهو من فروع الفراسة من جهة معرفة وجود الماء والهندسة من جهة الحفر وإخراجه إلى وجه الأرض. وأما العلم المتعلق بالبر فيسمى علم الاهتداء.